# Orbiter Processing Facility

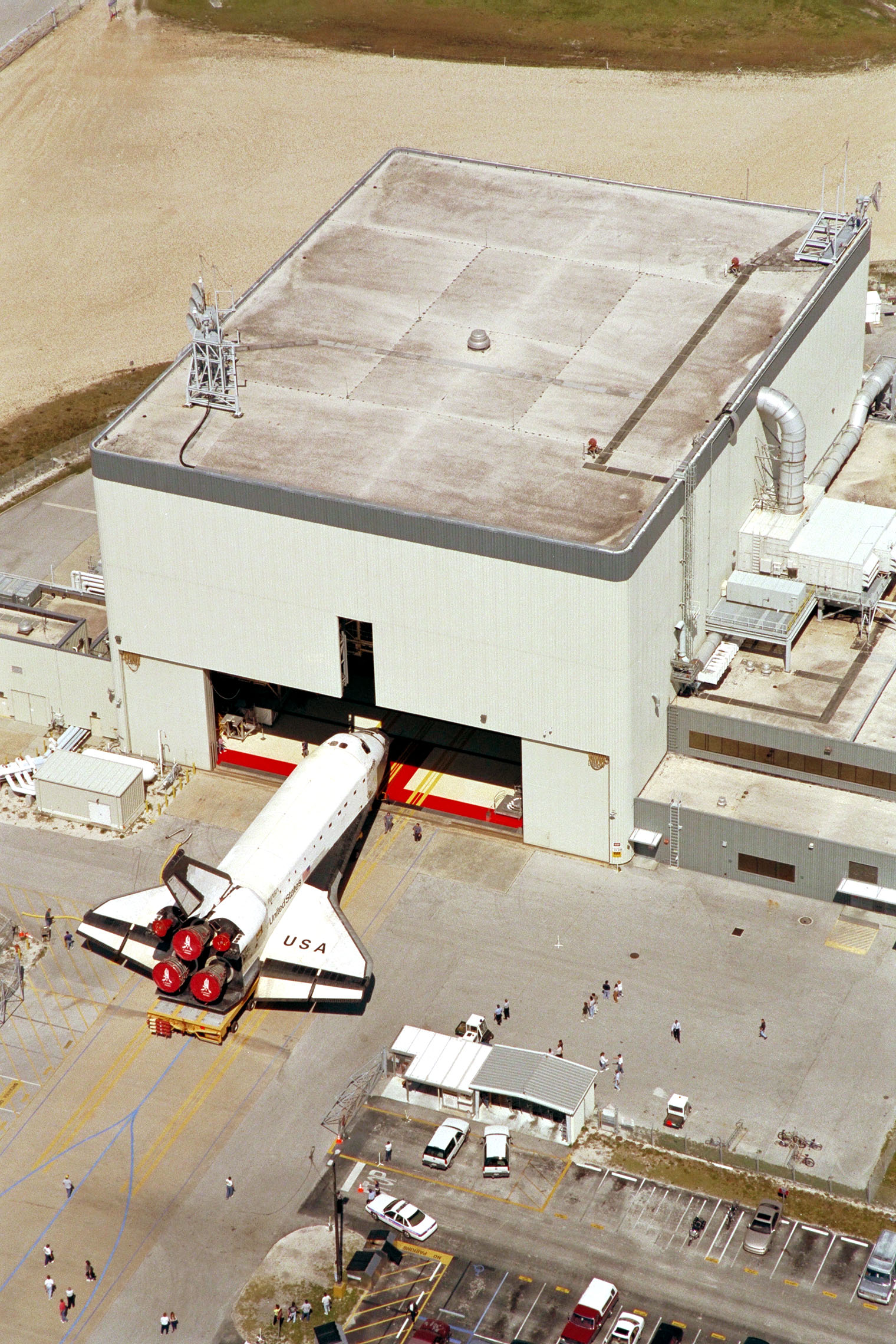
Columbia bij de ingang van de Orbiter Processing Facility 1

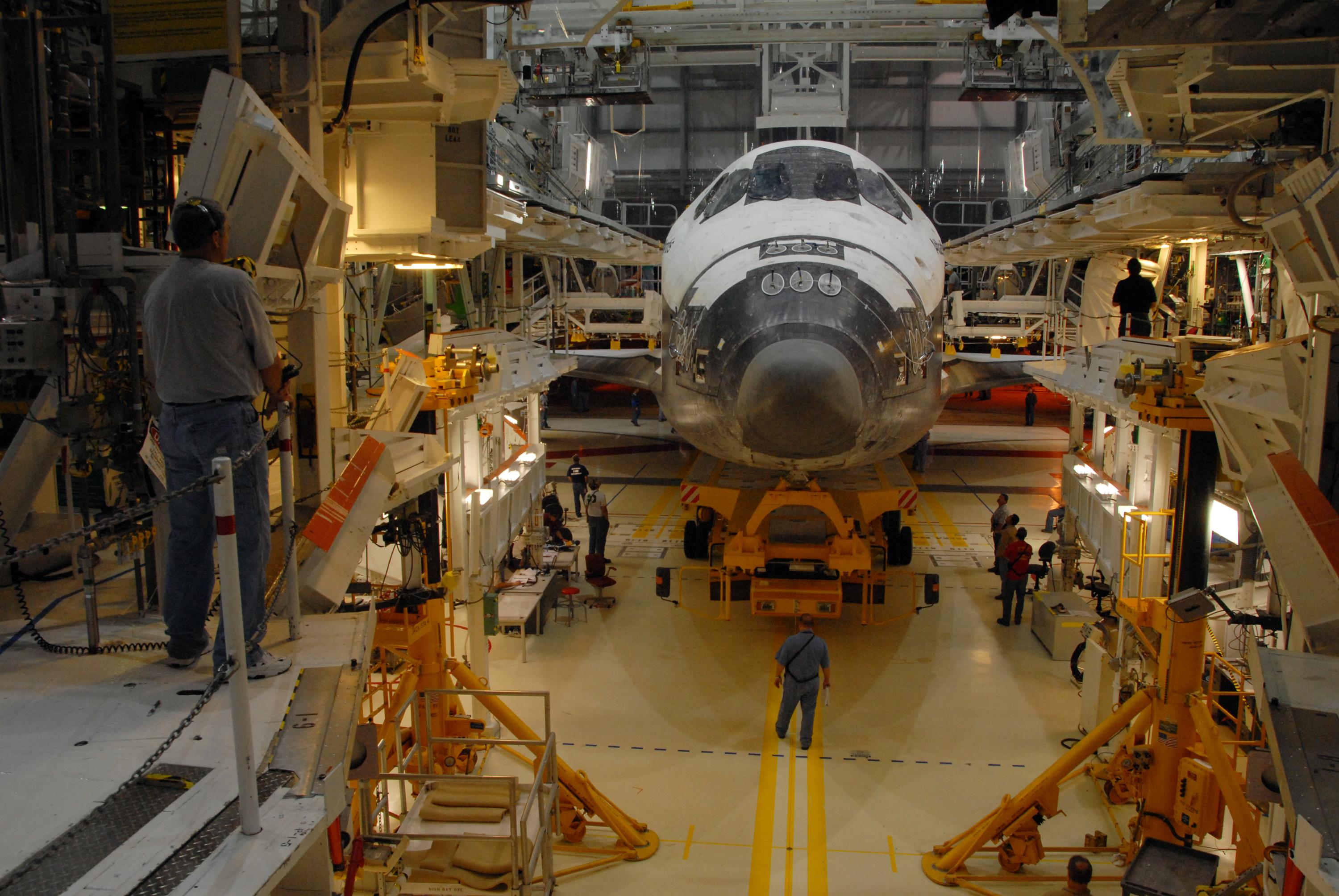
Atlantis in Orbiter Processing Facility

De Orbiter Processing Facility is een serie hangars op het Kennedy Space Center in Florida waar eerder de Spaceshuttles van NASA naartoe gingen voor onderhoud tussen de missies door. De gebouwen worden heden ten dage verhuurd aan Boeing
Wanneer een missie voltooid was, werd de shuttle naar zijn werkplaats verplaatst, werd de lading van zijn vorige missie verwijderd en de shuttle aan een grondige inspectie onderworpen en grondig getest, inclusief het hitteschild. Als de shuttle door het onderhoud kwam, kon de lading voor de volgende missie worden geïnstalleerd en was de shuttle gereed voor zijn volgende missie.
Er waren drie van deze werkplaatsen in het Kennedy Space Center. Orbiter Processing Facility 1 en 2 zijn met elkaar verbonden met een lage hal tussen hen in, terwijl Orbiter Processing Facility 3 aan de overkant van de straat gevestigd is. De shuttlewerkplaatsen zijn gevestigd ten noorden van het Vehicle Assembly Building waar de shuttle klaar gemaakt werd voor de lancering.
- Orbiter Processing Facility 1 was toegewezen aan de Atlantis
- Orbiter Processing Facility 2 was toegewezen aan de Endeavour
- Orbiter Processing Facility 3 was toegewezen aan de Discovery.

## Na de shuttleperiode

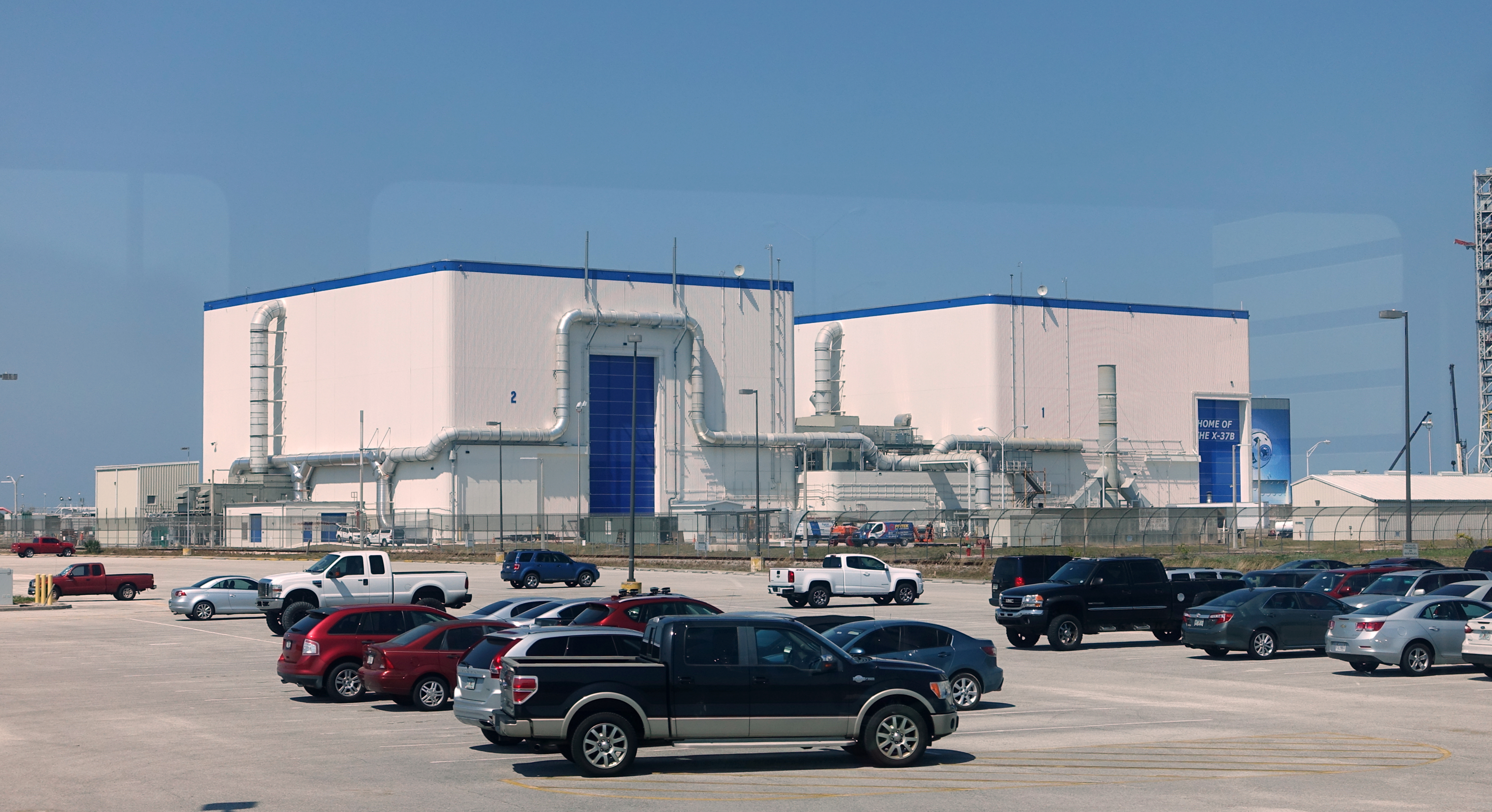
De twee OPF’s die tot X-37B hangars zijn herbestemd met de naam Home of X-37B

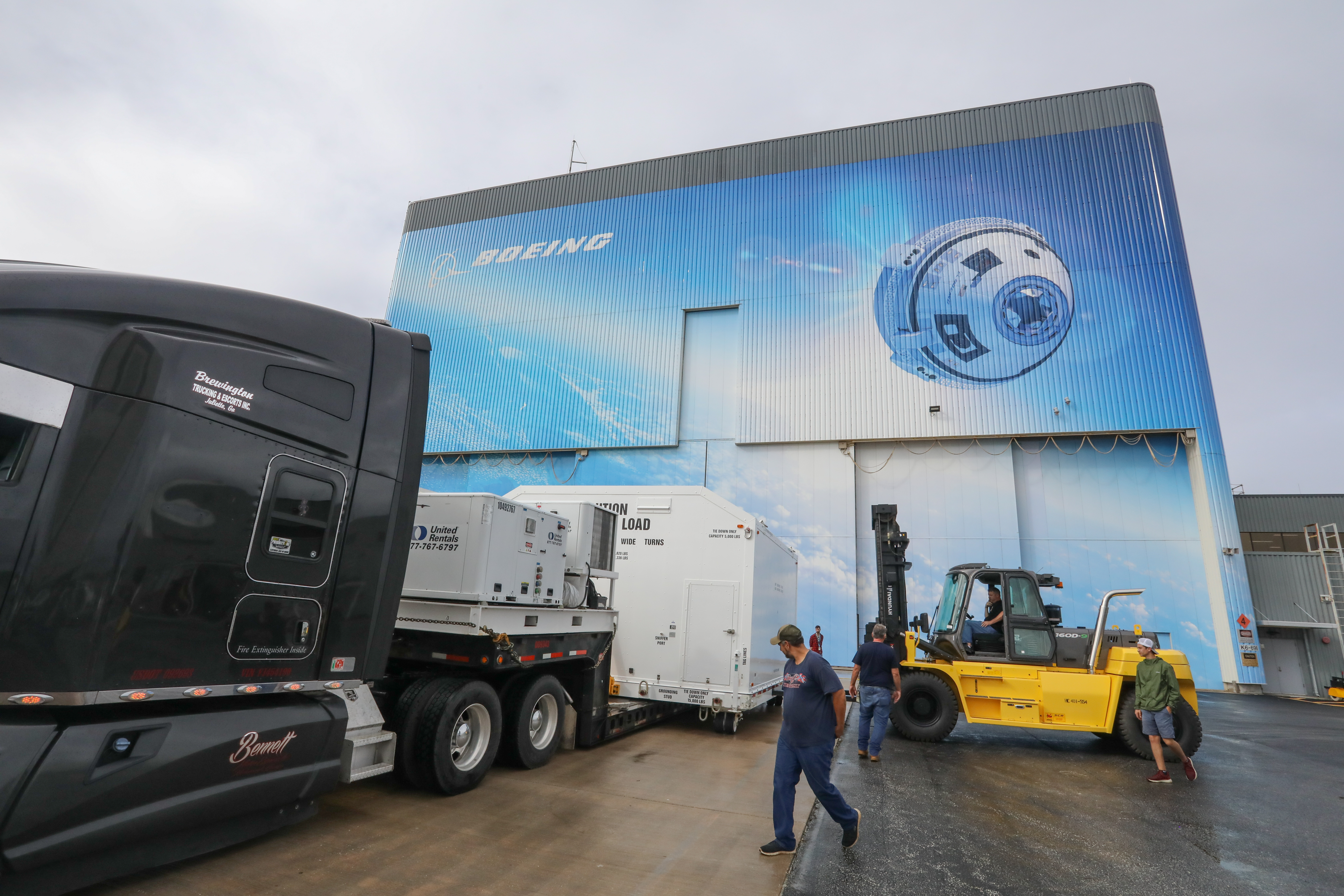
Een Starliner verlaat in een container de C3PF om elders te worden getest

Na afloop van het Spaceshuttleprogramma werden de spaceshuttles hier klaargemaakt om tentoongesteld te worden. Alle giftige of gevaarlijke materialen werden verwijderd, en de hoofdmotoren werden bij twee van de drie shuttles vervangen door dummy's. Daarna kwamen de gebouwen tijdelijk leeg te staan. OPF1 werd meteen na het vertrek van Atlantis in 2012 door Boeing gehuurd om er de X37B-onbemande militaire ruimtevliegtuigen te upgraden en onderhouden OPF2 kreeg later dezelfde functie als OPF1. In 2015 heeft Boeing ook OPF3 in gebruik genomen om er de CST-100 Starliners te bouwen, onderhouden en klaar te maken voor integratie met de draagraket. Deze heet nu "Commercial Crew and Cargo Processing Facility", of afgekort "C3PF".